# Phytodietus conflictanae
Phytodietus conflictanae är en stekelart som beskrevs av Loan 1981. Phytodietus conflictanae ingår i släktet Phytodietus och familjen brokparasitsteklar. Inga underarter finns listade i Catalogue of Life.